# كاشيرن
كاشيرن هو فيلم خيال علمي ياباني قصته هي ان الحروب انتشرت في العالم ونقص عدد السكان في ذلك الوقت اكتشف أحد العلماء طريقه لاحياء الموتى وتمت الموافقة على المشروع...كان ابن هذا العالم قد مات بالحرب وقبل دفنه كان والده على وشك الخروج من المعمل الذي يتم به تجارب احياء الموتى فجئه سمع صوت إنذار نعم انهم الموتى لقد نجح المشروع ولكن الناس كانوا خائفين منهم ودخل الجنود لقتل الأحياء الجدد ولكن نجى بعضهم عندما كان الجنود يقتلون في الأحياء الجدد ذهب العالم إلى ابنه الميت واخذه إلى معمل احياء الموتى.

## روابط خارجية
- كاشيرن على موقع IMDb (الإنجليزية)
- كاشيرن على موقع روتن توميتوز (الإنجليزية)
- كاشيرن على موقع نتفليكس (الإنجليزية)
- كاشيرن على موقع ألو سيني (الفرنسية)
- كاشيرن على موقع Turner Classic Movies (الإنجليزية)
- كاشيرن على موقع أول موفي (الإنجليزية)
- كاشيرن على موقع بوكس أوفيس موجو (الإنجليزية)
- كاشيرن على موقع فيلمافينيتي (الإسبانية)
- كاشيرن على موقع قاعدة بيانات الأفلام السويدية (السويدية)
- كاشيرن على موقع قاعدة بيانات الفيلم (الإنجليزية)